# Esquizocarpio

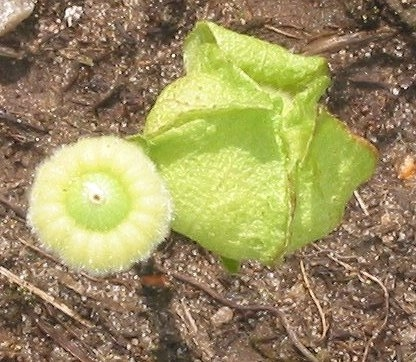
Esquizocarpio, con y sin el cáliz, de Malva moschata con numerosos (12-16) mericarpios alrededor del carpoforo central.

Un esquizocarpio (o esquizocarpo) es un tipo de fruto seco indehiscente que se desarrolla de un gineceo pluricarpelar. Al madurar, el esquizocarpio se divide en mericarpios de una única semilla. Estos mericarpios pueden ser: 
- Dehiscentes (se abren para soltar la semilla) como los geranios. Son similares a las cápsula, con una etapa adicional.
- Indehiscentes (permanecen cerrados), como el fruto de la planta de zanahoria o las malvas.

Otra definición incluye cualquier fruta que se separa en segmentos indehiscentes con una sola semilla, como Desmodium, Malva, Malvastrum o Sida.